# Europejski mechanizm stabilizacji finansowej
Europejski mechanizm stabilizacji finansowej (ang. European Financial Stabilisation Mechanism, EFSM) – mechanizm prawny wdrożony do ustawodawstwa unijnego przez Radę Unii Europejskiej w 2010 roku. Mechanizm polega na pomocy udzielanej krajom Unii Europejskiej, które w związku z niezależnymi od siebie przyczynami są ofiarami poważnych trudności gospodarczych lub finansowych. Pomoc obejmuje także przypadki zagrożenia takimi trudnościami. Powstał z powodu kryzysu gospodarczego w krajach Europy zaistniałego wskutek wydarzeń z 2008 roku.
Pomoc udzielana jest w formie pożyczki lub linii kredytowej. Decyzja przyjęta kwalifikowaną większością głosów przez Radę Unii Europejskiej pozwala Komisji Europejskiej na zaciąganie pożyczek na rynkach lub w instytucjach finansowych w imieniu Unii Europejskiej.
Mechanizm jest w stanie udzielać pożyczek do kwoty 500 mld euro, a jego kapitał wynosi 702 mld euro. Państwa strefy euro wniosły do tej pory kapitał w wysokości 80 mld euro. Reszta z kapitału jest wpłacana na żądanie. Udziałowcami EMS są państwa strefy euro. Prezesem Rady Zarządzającej jest przewodniczący Eurogrupy.
Procedura:
Ubiegający się o pomoc kraj UE przeprowadza we współpracy z Komisją Europejską oraz Europejskim Bankiem Centralnym ocenę potrzeb finansowych oraz przedkłada projekt naprawczy dotyczący gospodarki i sytuacji finansowej kraju. Po zaakceptowaniu przedstawionych wyjaśnień Komisja wydaje decyzję przyznającą linię kredytową wraz z określeniem jej warunków, ogólnymi warunkami dotyczącymi działań związanych z polityką gospodarczą oraz zatwierdzenie programu naprawczego sporządzonego przez kraj otrzymujący pomoc.
Dotychczasowe pożyczki:
• 2011–2014 – Irlandia – 22,5 mld euro

• 2011–2014 – Portugalia – 24,3 mld euro

• 2015 – Grecja – 7,16 mld euro